# Hank Aaron: Chasing the Dream
Hank Aaron: Chasing the Dream ist ein US-amerikanisches Dokudrama von Michael Tollin aus dem Jahr 1995.

## Handlung
Der Film behandelt das Leben des afroamerikanischen Baseball-Spielers Hank Aaron, dem es 1974 gelang, den Rekord von Babe Ruth von 714 Home Runs zu übertreffen und  auf 755 Home Runs auszubauen. Dabei musste er sich seine Karriere lang mit Rassismus auseinandersetzen, da Baseball überwiegend als „weißes Spiel“ gesehen wurde. Im Film kommen zahlreiche Persönlichkeiten zu Wort, darunter Harry Belafonte, Yogi Berra, Jesse Jackson sowie der ehemalige US-amerikanische Präsident Jimmy Carter. Daneben werden Archivaufnahmen gezeigt sowie Szenen, die mit Schauspielern nachgespielt wurden. Der Film geht chronologisch von der Kindheit über seine Karriere bis zum  8. April 1974, als er Ruths Rekord brach. Der Film endet mit seinem Karriereende und seiner Aufnahme in die Baseball Hall of Fame.

## Hintergrund
Hank Aaron: Chasing the Dream wurde von Michael Tollin geschrieben, der auch Regie führte. Er mischt Spielfilmpassagen mit dokumentarischem Material. Erzähler des Films ist Dorian Harewood, der als Ich-Erzähler auftritt. Hank Aaron selbst kommt nur im Archivmaterial vor.
Der Film wurde von Turner Broadcasting System produziert. Zum Zeitpunkt des Drehs war Hank Aaron tatsächlich Corporate Vice President of Community Relation bei TBS, hatte mit der Produktion des Films jedoch nichts zu tun und erfuhr erst später davon.

## Rezeption

### Kritiken
Jonathan Taylor kritisierte in Variety, dass der Film reale und historische Szenen in einer Form vermische, dass der Zuschauer nicht wisse, ob die Szene gerade echt oder nachgestellt sei. Es gebe nicht einmal einen Hinweis, dass es nicht Hank Aaron ist, der hier seine Geschichte erzählt, sondern Dorian Harewood. Trotz dieser Kritikpunkte sei „Hank Aaron: Chasing the Dream ein überzeugendes Porträt, aber die endgültige Biografie des Homerun-Königs [müsse] auf eine weitere Erzählung warten.“
In der Los Angeles Times schrieb Susan King, der Film sei „ein inspirierender, zweistündiger Dokumentarfilm, der die Geschichte hinter Aarons Homerun und die unglaublichen Hindernisse, die er überwinden musste, um Ruths Rekord zu brechen, erzählt.“

### Auszeichnungen
Hank Aaron: Chasing the Dream gewann einen Peabody Award. Eines der Jurymitglieder nannte den Film „eine[n] lange[n], majestätische[n], publikumswirksame[n] Homerun, den wir fangen und als Souvenir behalten können“.
Der Film wurde bei der Oscarverleihung 1996 für einen Oscar in der Kategorie Bester Dokumentarfilm nominiert. 1995 wurde der Film außerdem für einen Emmy nominiert.